# Apogon tchefouensis
 Apogon tchefouensis és una espècie de peix de la família dels apogònids i de l'ordre dels cipriniformes que es troba a la Xina.